# Marcel Blanc (homme politique)
Pour les articles homonymes, voir Marcel Blanc et Blanc (homonymie).
Marcel Blanc, né le 12 mars 1935 à Brenles et mort le 24 mars 2023, est une personnalité politique suisse, membre de l'Union démocratique du centre.
Il est conseiller d'État du canton de Vaud de 1978 à 1991, à la tête du département des travaux publics.

## Biographie
Marcel Blanc naît le 12 mars 1935 à Brenles, dans le canton de Vaud. Il est issu d'une famille huguenote réfugiée en Suisse après la révocation de l'édit de Nantes. Après une formation d'agriculteur, il exploite un domaine dans son village natal.
À l'armée, Marcel Blanc détient le grade de major.
Il meurt le 24 mars 2023, à l'âge de 88 ans.

## Parcours politique
Membre de l'Union démocratique du centre (UDC), il est élu à l'exécutif de la commune de Brenles lors des élections communales de 1957 et devient syndic quatre ans plus tard. Il est élu député au Grand Conseil du canton de Vaud en 1970 et devient président de l'UDC du canton de Vaud en 1975. Il accède ensuite à la vice-présidence de l'UDC suisse.
Il est élu au Conseil d'État vaudois le 5 mars 1978 et succède à son collègue de parti Marc-Henri Ravussin. Le 7 mars 1982, il est réélu au premier tour de scrutin, terminant en deuxième position derrière le radical Jean-Pascal Delamuraz. Le 2 mars 1986, il arrive en tête du premier tour et est élu quelques jours plus tard, les listes présentées par les partis pour le second tour permettant une élection tacite. Enfin, le 5 mars 1990, il est réélu une troisième fois, terminant en deuxième position du premier tour de scrutin, derrière le radical Jacques Martin. Il démissionne en cours de législature le 21 août 1991 pour le mois de décembre de la même année,.
Pendant toute la durée de son mandat, il est responsable du département des travaux publics,. La loi sur le plan de protection de Lavaux, la loi sur l'aménagement du territoire (1985), le Plan directeur cantonal (1987) et surtout le TSOL (inauguré en 1991) figurent parmi les dossiers les plus importants traités sur cette période par le département. Marcel Blanc
Il préside le gouvernement vaudois à deux reprises, en 1982 et 1988.
En 1991, le socialiste Daniel Schmutz lui succède à la tête du département des travaux publics, tandis que l'UDC Pierre-François Veillon, élu pour remplacer Marcel Blanc au Conseil d'État, prend la tête du Département des finances.

### Autres mandats
Entre 1980 et 2000, il fait partie de plusieurs conseils d'administration d'entreprises : Commission fédérale de la navigation aérienne, Délégation suisse pour la régularisation du lac Léman, Commission internationale pour la protection des eaux du lac Léman contre la pollution, Comités des Conseils régionaux de la Société suisse de radiodiffusion et télévision (entre 1997 et 2000), Conseils régionaux de la Société suisse de radiodiffusion et télévision (1997-2000), État-major de contrôle et de coordination transit alpin, président de la Fondation du Château de Grandson(1983-2000).